# Detective Knight: Independence
Detective Knight: Independence (também conhecida como Devil's Knight) é um filme de acção estadunidense de 2023 dirigida por Edward Drake, que escreveu o roteiro e co-escreveu a história com Corey Large.
Detective Knight é a terceira e última sequência de série de filmes Detective Knight, é estrelado por Bruce Willis, Jack Kilmer, Lochlyn Munro, Jimmy Jean-Louis, Willow Shields , Dina Meyer e Timothy V. Murphy. 
Detective Knight: Independence foi lançado pela Lionsgate em cinemas selecionados e VOD em 20 de janeiro de 2023, seguido por seu lançamento em DVD e Blu-ray em 28 de fevereiro de 2023.